# Cubley (Derbyshire)
Pour les articles homonymes, voir Cubley.
Cubley est un village et une paroisse civile du Derbyshire, en Angleterre.

## Démographie
Au recensement de 2011, la paroisse civile de Cubley comptait 232 habitants.